# Włodzisław Sier
Włodzisław Sier (ur. 14 kwietnia 1944 w Łodzi) – polski malarz na stałe mieszkający w okolicach Akwizgranu.

## Życie i twórczość
W Łodzi ukończył w 1964 Liceum Sztuk Plastycznych, a  w 1971 Państwową Wyższą Szkołę Sztuk Plastycznych (pracownię malarstwa u prof. Romana Modzelewskiego i pracownię tkaniny u prof. Antoniego Starczewskiego). W 1981 roku wyjechał na stałe z żoną do Niemiec, gdzie zamieszkuje w okolicy Akwizgranu do dziś. Prace jego można znaleźć w muzeach (m.in. w Centralnym Muzeum Włókiennictwa w Łodzi, Galerii Książąt Pomorskich w Szczecinie, Toronto National Museum w Kanadzie) i w zbiorach prywatnych w Polsce (w Łodzi, Szczecinie, Warszawie) i za granicą (Belgii, Czechach, Francji, Holandii, Kanadzie, Niemczech, Norwegii, USA, Szwajcarii, Szwecji i Wielkiej Brytanii). Od 1983 r. jego prace (malarstwo, grafika, tkaniny, malowane kule drewniane i metalowe, malowane rzeźby) są rozpowszechniane przez Galerię Am Dom w Akwizgranie.

## Wybrane wystawy
- 1973 r. Malarstwo, grafika i rzeźba – BWA, Łódź,
- 1973 r. III Ogólnopolska Wystawa Pokonkursowa Grafiki – Zachęta, Warszawa,
- 1975 r. Malarstwo i rzeźba – BWA, Łódź,
- 1975 r. I Międzynarodowe Triennale Tkaniny – Centralne Muzeum Włókiennictwa – BWA, Łódź,
- 1976 r. Wystawa polskiej tkaniny artystycznej – Galeria Sanderson, Londyn,
- 1976 r. Międzynarodowa wystawa poplenerowa – Galeria d'arte "Le arti", Pesaro, Włochy,
- 1978 r. Polska tkanina artystyczna, Sztokholm, Szwecja,
- 1979 r. Dni kultury polskiej – Tkanina, Düsseldorf, Niemcy,
- 1980 r. Tkanina polska, Baltimore, USA,
- 1981 r. Miniatury tkackie, – BWA, Centralne Muzeum Włókiennictwa w Łodzi,
- 1982 r. Tkanina – Bratysława, CSRR,
- 1984 r. "Polskie gobeliny" – Szeged, Węgry,
- 1987 r. Malarstwo – Galerie Otto 57, Akwizgran, Niemcy,
- 1989 r. wystawa z okazji 200. rocznicy rewolucji francuskiej – Paryż, Francja,
- 1989 r. Rzeźby tkane – Galerie Otto 57, Akwizgran, Niemcy,
- 1990 r. Malarstwo – Bodensee Galerie, Altenrhein, Szwajcaria,
- 1991 r. Malarstwo – Art Gallery Paul Pirot, Spa, Belgia,
- 1991 r. Malarstwo – Aula Carolina, Akwizgran, Niemcy,
- 1991 r. Malarstwo – ABP, Heerlen, Holandia,
- 1991 r. Malarstwo – Mercator, Bruksela, Belgia,